# Näveråsen
Näveråsen är ett naturreservat i Ljusdals kommun i Gävleborgs län.
Området är naturskyddat sedan 1996 och 20 hektar stort. Reservatet består av blandbarrskog med flerhundraåriga granar och tallar.